# Akoli Daouel
Akoli Daouel, né à Tchingarène, département d'In-Gall, dans la région d'Agadez (Niger) en 1937, est un homme politique et journaliste radiophonique nigérien. 

## Jeunesse
Homme touareg de la tribu des Kel Tamesna et fils de chef de tribu, il est issu d’une famille d’éleveur de bétail. Il est le premier fils d’un chef de tribu touarègue à fréquenter l’école française en 1947 à l’âge de 7 ans. En 1953, alors âgé de 15 ans, il est orienté vers une école d’infirmiers à Niamey où il obtient son diplôme deux ans plus tard et il est affecté à Agadez. Vu comme le premier infirmier touareg de son pays, il connait plusieurs affectations à Agadez, à Iférouane et à Tabelot. Akoli Daouel quitte ensuite le domaine de la santé et se consacre à l’enseignement, au domaine administratif et s'intéresse aussi à la radio.

## Carrière dans les médias et le tourisme
En 1960, il est recruté comme animateur par Mouddour Zakara (de) (1912-1976), ministre des Affaires sahariennes et nomades. Il anime des émissions en tamasheq pour Radio Niger, issue du morcellement de Radio Dakar après l’indépendance et se forme comme journaliste. En 1962, en tant que journaliste, Akoli Daouel accompagne le premier président de la République du Niger, Hamani Diori (1915-1989), dans ses déplacements, notamment dans son pèlerinage à La Mecque. La même année, il crée la station régionale de Radio Niger à Agadez qu'il dirige comme premier directeur. En 1963, il réussit le concours d’entrée à la première promotion de l’École nationale d’administration (ENA) - qui se nommait jusqu'ici CFA, Centre de formation administrative.
Après l’obtention de son diplôme à l'ENA, en 1965, il est nommé directeur national du tourisme jusqu’ici détenu par un Français, ingénieur des eaux et forêts. Pour autant, Akoli Daouel continue de présenter les informations en tamasheq à la radio. Puis il part au Studio-École de Paris pour une formation à la suite d'un concours ouvert à 17 pays africains et malgache en 1966 car son admission est reportée après les deux années de formation de l’ENA. Il est donc à Paris en 1968 et soutient un mémoire qui porte sur le travail des femmes et sort diplômé de l’école d'administration à Maisons-Laffitte, Saint-Germain-en-Laye en 1970.
En septembre 1968, en tant que directeur de la "Chaîne 3" de Radio Niger, il est désigné pour couvrir le rassemblement de la Cure-Salée, au Nord du Niger dans la ville d'In-Gall. Là-bas, des campements abritaient des radio club servant à diffuser toutes sortes d’informations utiles pour la vie des nomades en langue tamasheq pendant l’événement. À cette occasion, Akoli Daouel enregistre des chansons, des poèmes, des morceaux instrumentaux issus de la culture nigérienne touarègue. Durant toute sa carrière de journaliste radiophonique, il réalise des prises de son sur bande analogique dans l'objectif de conserver cette culture orale. Par ce geste, il souhaite revaloriser une culture qu’il qualifie lui-même « en déperdition ». Un dépôt de 38 bandes analogiques est effectué à la phonothèque de la Maison méditerranéenne des Sciences de l'homme d'Aix-en-Provence, le 25 septembre 2019, par l'historienne Camille Lefebvre (DR, CNRS-Institut des mondes africains), dans le but d'une sauvegarde et d'une valorisation.
En 1972, Hamani Diori nomme Akoli Daouel PDG de l’agence de voyages Niger Tours et il devient responsable des cinq hôtels de l’État. Il est d'ailleurs considéré, dans les années 1970, comme l’un des pionniers du tourisme saharien avec le pharmacien Louis Henri Mouren et Mano Dayak. Une exploitation touristique du territoire est encouragée par le président de la République.
Après 1974, Akoli Daouel assure toujours ses fonctions dans le domaine des médias pendant que sa famille reste présente dans le tourisme : sa femme dirige une agence de voyages en 1975. À la suite du coup d’État de Seyni Kountché, la station Radio Niger devient La Voix du Sahel. Akoli Daouel y est nommé par le nouveau président en tant que directeur des programmes. Parallèlement, Seyni Kountché souhaite la création d’une école de journalisme. Nommé par décret, Akoli Daouel fonde entre 1976 et 1977 et dirige jusqu’en 1981, le Centre de formation aux techniques de l’information (CFTI). Par la suite, il devient secrétaire général du ministère de l’Information jusqu’en 1983. La télévision est alors un média que le gouvernement nigérien souhaite développer, des panneaux solaires sont d'ailleurs installés dans cet objectif à travers le pays. Akoli Daouel crée et dirige donc la Société nigérienne de télévision (SNT) jusqu’en 1989 quand la Conférence nationale souveraine (CNS) demande sa privatisation. Il rachète une partie des actions et devient président de la nouvelle société.

## Vie politique
En novembre 1970, Akoli Daouel quitte la radio. Il est élu député à l’Assemblée nationale, présidée par Boubou Hama (1906-1982), sur la liste nationale présentée par le Parti progressiste nigérien, section du Rassemblement démocratique africain (PPN-RDA). Il est le premier député touareg de la région d'Agadez. En 1974, le gouvernement de Hamani Diori est renversé par un coup d’État militaire du colonel Seyni Kountché. L’Assemblée nationale est alors dissoute et les partis politiques suspendus. À la suite des revendications du peuple nigérien, Ali Saibou (qui remplace Seyni Kountché à la tête de l'État en 1987) autorise le multipartisme intégral qui est adopté dans le pays. Akoli Daouel participe à la Conférence nationale souveraine du Niger du 29 juillet au 3 novembre 1991, puis en décembre 1991, il participe à la fondation d'un parti politique dont il devient président, l'Union pour la démocratie et le progrès social (en) (UDPS-Amana). En 1992, Akoli Daouel fonde un second parti, le Parti pour l'unification nationale et la démocratie (en) (PUND-Salama) à la suite de sa démission à l'UDPS-Amana pour cause d'une divergence d’opinion avec les membres de son parti.
Entre 1985 et 1996, il occupe plusieurs postes à responsabilités dans le secteur industriel : président des conseils d'administration de la société minière du Niger (SMN) et de la société nigérienne de charbon d’Anou Araren (Sonichar). Akoli Daouel est nommé ministre de l’Agriculture et de l’élevage au début de la présidence d’Ibrahim Baré Maïnassara (1996-1999).
L’officier militaire Daouda Malam Wanké renverse le gouvernement du président Maïnassara en 1999 et organise des élections dans tout le pays. Mamadou Tandja est élu en décembre 1999 et nomme Akoli Daouel ministre des Ressources hydrauliques de 2000 à 2001 ainsi que porte-parole du gouvernement. Akoli Daouel est le premier maire élu de la commune urbaine d’Agadez en 2004.
En 2009, le président Tandja fait campagne pour un troisième mandat. Le parti PUND-Salama d’Akoli Daouel, décide de se ranger de son côté. Un maintien du pouvoir qui ne durera pas puisque en 2010, Salou Djibo renverse le gouvernement en place. Se tiennent ensuite, en mars 2011, des élections où le Parti nigérien pour la démocratie et le socialisme (PNDS-Tarayya), dirigé par Mahamadou Issoufou, prend le pouvoir. La même année, le PUND-Salama ne parvient pas accéder à l’Assemblée nationale et voit son influence décroître, si bien qu’en 2017, en raison de «résultats électoraux en nette régression», le parti fusionne avec le Mouvement patriotique nigérien (MPN Kiishin Kassa) d’Ibrahim Yacouba.
Après l'élection de Mahamadou Issoufou en 2011, Akoli Daouel est nommé premier vice-président du conseil économique et social du Niger (CESOC) jusqu’en janvier 2020. Le CESOC a pour tâche d’assister le Président de la République et l’Assemblée nationale en termes de décisions économique, culturelle et sociale.

## Rébellions touarègues et arrestation
Dans les années 1990, des rébellions touarègues, dans au Mali et au Niger, éclatent et plusieurs mouvements autonomistes se créent, notamment le Front de libération de l'Aïr et de l'Azawagh (FLAA), fondé par Rhissa Ag Boula en 1993 au Niger. Il s'agit d'une lutte de ces communautés contre le pouvoir en place dans le but de devenir autonome et de former leur propre État-nation. Le 29 août 1992, des arrestations vont être ordonnées par le chef du gouvernement de transition, Amadou Cheiffou, pour des « investigations quant aux liens éventuels des personnes détenues avec les rebelles du FLAA ». Akoli Daouel est arrêté avec Ilias Almahdi, Mohamed Moussa, Brigi Rafini et d'autres personnalités touarègues. Ils sont placés en résidence surveillée. Accusés d’être des leaders de la rébellion, ils sont retenus pendant sept mois, à Zinder et à Niamey. Ils sont ensuite libérés sans suite.

## Vie artisanale et agricole
Outre son activité politique, Akoli Daouel s’intéresse dans les années 1970 à l’artisanat et fonde la coopérative des artisans d'Agadez après avoir obtenu un financement de la Banque de développement de la République du Niger (BDRN) et engage des échanges des pays du Maghreb et avec l’Europe. 
À partir de 1984, il se consacre à l’élevage et à l’agriculture. Il crée la COFOCOPA, coopérative des fonctionnaires, commerçants, paysans dont le président est Agéconi Maiga et le vice président, Idrissa Hassan. Il crée aussi l'association pastorale, Daoud, et une entreprise agricole, FERMAKO. La structure compte une ferme agropastorale, produisant des semences céréalières, à Niamey et une unité d’élevage bovin et camelin à In-Gall. Dans une interview, il revient sur l’importance de la pratique de l’élevage au Niger mais déplore que le gouvernement ne le prenne pas plus en considération même si « la politique nigérienne en matière de commercialisation de la viande a été remarquable.»

## Valorisation de la culture touarègue
En 1971, Ernst Lichtenhahn (de), musicologue suisse, avait enregistré à Ingall, lors de la Mission Cure Salée organisée par le Musée d'ethnographie de Neuchâtel, de nombreux airs sur une vièle monocorde, l'imzad. Ces documents sont disponibles à l'écoute sur le site des archives sonores du MEN et présentent notamment un air joué en l'honneur d'Akoli Daouel (8min 30s - 13min) .
En 1982, Akoli Daouel est cité dans les remerciements d’une thèse de doctorat (Indiana University, États-Unis) pour avoir transmis plusieurs contacts de recherche concernant les communautés touarègues au Niger, à l’auteure Caroline Elizabeth Card. Lorsqu'il travaillait à la radio il a copié systématiquement une bande pour la conservation et sur la sollicitation de l'historienne Camille Lefebvre, il a souhaité déposer ses archives sonores à la phonothèque de la MMSH, des entretiens biographies documentent et contextualisent le fonds.